# こおろぎ橋 (テレビドラマ)
『こおろぎ橋』（こおろぎばし）は、1978年10月2日-1979年3月30日にTBS系で放送された連続テレビドラマ。

## 概要
「ポーラテレビ小説」第21作。石川県・山中温泉に実在するこおろぎ橋が題名に使われた。太平洋戦争後の混乱期を家業の旅館を守って生きる女性を描いた一代記ドラマ。樋口可南子のデビュー作である。

## 物語
昭和21年、山中温泉の老舗旅館「みゆきや」の一人娘佐和子は女学校を出て山の分校の教師になった。素朴な子供たちとの日々は充実していたが、心ならずも婿を取るために山中に帰らなければならなくなる。婿に入ったのは隣町の旅館の次男幹夫であった。幹夫は佐和子と初恋の相手、新太郎との仲を疑い、酒におぼれた挙句姿を消してしまう。その矢先、祖母のぬいが亡くなり、佐和子は旅館を守るために必死で生きぬいてゆく。

## キャスト
- 北出佐和子 …………… 樋口可南子
- 北出ぬい ……………… 津島恵子
- 北出雅子 ……………… 山口果林
- 湯川耕造 ……………… 原保美
- 西口栄次 ……………… 犬塚弘
- 西口克子 ……………… 加賀まりこ
- 西口孝一郎 …………… 風間杜夫
- 西口美弥子 …………… 湯沢寿里
- 鹿野新太郎 …………… 東村元行
- 鹿野新司 ……………… 鈴木瑞穂
- 亀田幹夫 ……………… 峰岸徹
- 青野卓也 ……………… 織田あきら
- 村岸京子 ……………… 桂木梨江
- 竹本晋作 ……………… 長谷川哲夫
- 源兵衛 ………………… 浜村純
- 池上 …………………… 長塚京三
- 明子 …………………… 大森暁美
- 番頭清造 ……………… 伊藤正次
- 大倉常務 ……………… 新田昌玄
- 沢口邦夫 ……………… 近石真介
- 加賀屋 ………………… 金井大
- 北出亙 ………………… 水野哲
- 北出晴美 ……………… 杉まどか
- 初枝 …………………… 有吉ひとみ
- 良子 …………………… 中川七瀬
- 孝二 …………………… 桑原大輔
- 正人 …………………… 是枝正彦
- 安西課長 ……………… 林昭夫
- 本校校長 ……………… 立原博
- ナレーター …………… 宮内鎮雄

## スタッフ
- 脚本・佐々木守
- 演出・前川英樹、福田新一、坂崎彰
- 音楽・丹羽応樹
- 制作・山田和也
- プロデューサー・坂崎彰
- 製作・TBS

## 主題歌
- こおろぎ橋（キングレコード）
- 作詞・門谷憲二
- 作編曲・歌・丹羽応樹

## 参考資料
- 「テレビジョンドラマ」（放送映画出版）
- 「こおろぎ橋」シナリオ決定稿